# 藤原娍子
藤原 娍子（ふじわら の せいし/すけこ）、天禄3年（972年） - 万寿2年3月25日（1025年4月25日））は、平安時代中期の人物。第67代三条天皇皇后。父は贈右大臣藤原済時、母は源延光の娘。

## 生涯
当初花山天皇から入内を請われるが、父の済時が固辞、三条天皇の皇太子時代に東宮妃として入内、宣耀殿女御と称した。美貌であったといい天皇の寵愛も篤く、敦明親王（小一条院）を始め、敦儀親王・敦平親王・師明親王（性信入道親王）・当子内親王（伊勢斎宮）・禔子内親王（藤原教通室）ら四男二女をもうけた。
しかし、父済時の死後は後見も弱く、ことに左大臣・藤原道長が娘の妍子を後宮に送り込み中宮に立てたため、その権勢に押されがちであった。これに対して三条天皇は、大納言で没した父済時に右大臣を追贈し娍子を皇后に立てたが、立后当日も道長の妨害に遭い、儀式に参列した公卿は弟の通任以外には藤原実資・藤原隆家・藤原懐平のみの侘しさだった。
その後、三条天皇の譲位に伴い長男・敦明親王が後一条天皇の皇太子となるものの、上皇の没後に敦明親王自ら皇太子を辞去、また前斎宮であった長女・当子内親王が藤原道雅と密通するなど、皇后でありながら不遇な生涯を送った。
父の済時から伝授を受けた箏の名手であったという。

## 年譜
- 正暦2年（991年）、皇太子居貞親王（後の三条天皇）に入内。
- 長徳元年（995年）、父・済時死去。
- 寛弘元年（1004年）、敦道親王の正妻であった妹を引き取る（敦道親王が和泉式部を邸に住まわせたため）。
- 寛弘8年（1011年）、三条天皇践祚で女御宣下。
- 寛弘9年（1012年）
  - 1月、従四位下
  - 4月、皇后となる。
- 長和5年（1016年）、三条天皇譲位。敦明親王立太子。
- 寛仁元年（1017年）、三条上皇崩御。同年敦明親王が皇太子を辞する。
- 寛仁2年（1018年）出家。
- 万寿2年（1025年）3月25日、崩御。享年54。

## 関連作品
テレビドラマ
- 光る君へ（2024年、NHK大河ドラマ） - 演：朝倉あき